# كنار بندك (طسوج)
كنار بندك (بالفارسية: کناربندک) هي قرية تقع في إيران في Tasuj Rural District. يقدر عدد سكانها بـ 44 نسمة بحسب إحصاء 2016.